# Волостниковка (Ульяновський район)
Волостниковка (рос. Волостниковка) — село в Ульяновському районі Ульяновської області Російської Федерації.
Населення становить 233 особи. Входить до складу муніципального утворення Тетюське сільське поселення.

## Історія
Від 2004 року входить до складу муніципального утворення Тетюське сільське поселення.

## Населення
| 2010 |
| ---- |
| 233  |